# Кричевский, Гарик
Га́рик Криче́вский, Гео́ргий Эдуа́рдович Криче́вский (укр. Гарік Кричевський; род. 31 марта 1963, Львов, Украинская ССР) — украинский автор-исполнитель в стиле русского шансона, писатель, телеведущий. Заслуженный артист Украины (2004), многократный лауреат премий «Шансон года».

## Биография
Родился 31 марта 1963 года во Львове в семье врачей. Отец — Эдуард Николаевич Кричевский (род. 12.07.1938) — стоматолог, мать — Юлия Викторовна Кричевская (род. 25.08.1941) — педиатр.
- В 1968 году поступил в музыкальную студию по классу фортепиано.
- В 1977 году (в 14 лет) организовал ВИА, где играл на бас-гитаре, в то же время написал свои первые песни.
- В 1980 году окончил среднюю школу № 45 во Львове[2].
- В 1991 году переезжает в Германию (Ганновер)
- В 1994, после успеха первых альбомов возвращается на Украину, начинает гастрольную деятельность по СНГ.
- В 2012 году был ведущим программы «Крутые 90-е с Гариком Кричевским» на телеканале «НТН».

### Медицина
- До поступления в Львовский Мединститут, работал санитаром в психиатрической больнице и на скорой помощи.
- В 1982 году поступил во Львовский государственный мединститут, играл в институтском ВИА и оркестре Дворца молодёжи «Романтик».
- 2 года, с 1989 года по 1991 год работал врачом-рентгенологом в Львовском Диагностическом Центре.

### Музыка
- С 1989 года по 1990 год записал первые домашние концерты (не сохранились).
- С 1992 года по 1994 год записал альбомы «Киевлянка» и «Привокзальная».
- Тогда же уехал в Германию.
- В 1995 году начинается гастрольная деятельность.
- С 1995 года по 2013 год записал альбомы «Выходной», «Улицы нашего города», «Пальчики», «Свобода», «Родная», «Календарная осень», «Облака», «Поехали»
- В альбомах музыкант часто экспериментирует с разными жанрами. В аранжировках можно услышать как поп-стилистику, так и босса-нову, смут-джаз и свинг.

Его группа часто гастролировала с концертами по Украине, России, США, Канаде, Израилю и другим странам.
В 2018 году вышла первая книга с автобиографическими новеллами «Ангелы в белом».
В феврале 2022 года осудил вторжение России на Украину и отказался от гастрольной деятельности в России..

### ТВ-проекты
- «Зірка+ Зірка» (телеканал 1+1, 2010)
- «Крутые девяностые» (телеканал НТН, 2012)
- «Битва хоров» (телеканал 1+1, 2013)

## Личная жизнь
- Жена — Анжела Владимировна Кричевская (Елисеева; род. 28.06.1969) — концертный директор коллектива[1][4][5][6][7]
  - Дочь — Виктория Кричевская (род. 4.02.1997) — врач стоматолог. Викторию можно увидеть в составе оркестра(бек вокал) аккомпанирующего Гарику Кричевскому[7][8][9].
  - Сын — Даниэль Кричевский (род. 29.2.2004)[6][10].Студент медицинского института.

## Дискография
1. 1992 — «Киевлянка»
2. 1995 — «Привокзальная»
3. 1996 — «Выходной»
4. 1998 — «Улицы нашего города»
5. 2000 — «Пальчики»
6. 2001 — «Свобода»
7. 2002 — «Зима-лето»
8. 2003 — «Старые Друзья»
9. 2004 — «Родная»
10. 2007 — «Календарная Осень»
11. 2012 — «Облака»
12. 2020 — «Поехали»

### CD-дискография
- Паруса
- Киевлянка
- Привокзальная
- Мой номер 245
- За решёткой небо синее
- О любви не говорят
- Прошлый год
- Плавают кораблики
- Выходной
- Чужая
- Пальчики
- Летний вальс
- Фея
- Перекрёсточек
- Черешня
- Падает снег
- Старый трамвай
- Охранник
- Старый жиган
- Стрелка
- Свобода

## Награды
| Год  | Награда     | Номинированная работа                       | Результат | Категория |
| ---- | ----------- | ------------------------------------------- | --------- | --------- |
| 2002 | Шансон Года | Львовский дождь                             | Победа    | Песня     |
| 2008 | Шансон Года | Она так красива                             | Победа    | Песня     |
| 2013 | Шансон Года | Таня — джан                                 | Победа    | Песня     |
| 2014 | Шансон Года | Тест на любовь (Дуэт с Катериной Голицыной) | Победа    | Песня     |
| 2015 | Шансон Года | Мой номер 245                               | Победа    | Песня     |
| 2016 | Шансон Года | Привокзальная                               | Победа    | Песня     |
| 2017 | Шансон Года | Есть только Ты                              | Победа    | Песня     |